# Kugelblitz
Flakpanzerkampfwagen IV Kugelblitz (niem. „piorun kulisty”) – (zwany też „Leichter Flakpanzer IV (3 cm) Kugelblitz”) prototypowe niemieckie samobieżne działo przeciwlotnicze testowane pod koniec II wojny światowej. 
W styczniu 1944 wobec panowania Aliantów w powietrzu, rozpoczęto prace nad nowym pojazdem przeciwlotniczym. Początkowo planowano użyć działek 30 mm wraz z wcześniej zaprojektowaną do U-Bootów wieżą. Projekt okazał się jednak niewypałem i firmie Daimler-Benz zlecono zaprojektowanie nowej wieży. 
Nowy pojazd składał się ze zmodyfikowanego podwozia czołgu PzKpfw IV (montowanie pierścienia wieży z czołgu Tygrys) i zamkniętej, opancerzonej wieży z dwiema armatami automatycznymi MK 103 kalibru 30 mm (zapas amunicji 1200 sztuk) oraz służącym do samoobrony karabinem maszynowym MG 34 (zapas amunicji 1200 naboi). Wieża umożliwiała wychylanie armaty w zakresie od -5° do +70°. Identyczną wieżę planowano także montować na podwoziach czołgów PzKpfw 38(t). 
Kugelblitz miał być konstrukcją znacznie bardziej zaawansowaną niż inne samobieżne działa przeciwlotnicze eksploatowane podczas wojny. Był to jedyny niemiecki pojazd przeciwlotniczy z całkowicie opancerzoną wieżą. Planowano także zwiększenie siły ognia przez powiększenie uzbrojenia wieży o dwa działka kalibru 20 mm.
Przed zakończeniem wojny wyprodukowano 2 prototypy i 3 seryjne egzemplarze działa Kugelblitz.
Jeden Kugelblitz walczył w okilicach miasteczka Spichra w Turyngii. Pojazd został zniszczony, jego wrak znajdował się w Wzgórzu Spatenberg. Część wieży pojazdu została wydobyta w 1999r. Wieża została odrestaurowana i znajduje się w zbiorze dydaktycznym Wojskowej Szkoły Obrony Powietrznej w Rendsburgu.
Los większości pojazdów nie jest znany.